# Bob ai II Giochi olimpici giovanili invernali - Monobob femminile

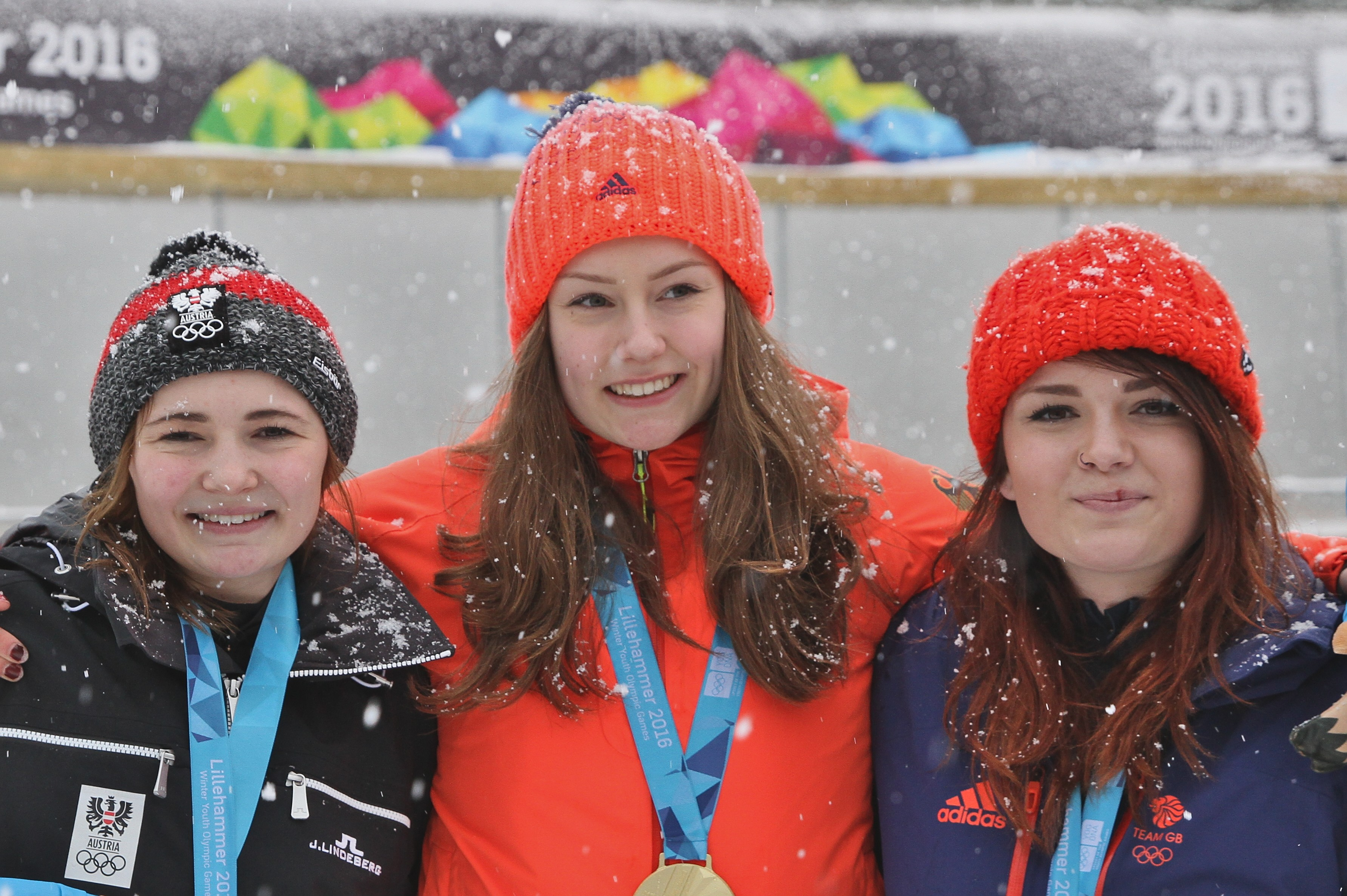
Il podio del monobob femminile: da sinistra Mercedes Schulte, argento, Laura Nolte, oro, e Kelsea Purchall, bronzo

Nel bob ai II Giochi olimpici giovanili invernali di Lillehammer 2016 la gara del monobob femminile si è tenuta il 20 febbraio a Lillehammer, in Norvegia, sulla pista Lillehammer Olympiske Bob- og Akebane.
Hanno preso parte alla competizione 15 atlete in rappresentanza di 9 differenti nazioni. La medaglia d'oro è stata conquistata dalla tedesca Laura Nolte, davanti all'austriaca Mercedes Schulte, medaglia d'argento, e alla britannica Kelsea Purchall, bronzo.

## Risultato
| Pos. | Num. | Atlete                 | Nazione       | 1ª manche | 2ª manche | Totale  | Distacco |
| ---- | ---- | ---------------------- | ------------- | --------- | --------- | ------- | -------- |
|      | 14   | Laura Nolte            | Germania      | 58"68     | 58"73     | 1'57"41 |          |
|      | 9    | Mercedes Schulte       | Austria       | 58"66     | 58"99     | 1'57"65 | +0"24    |
|      | 8    | Kelsea Purchall        | Gran Bretagna | 58"70     | 58"97     | 1'57"67 | +0"26    |
| 4    | 12   | Annabel Chaffey        | Gran Bretagna | 58"68     | 59"14     | 1'57"82 | +0"41    |
| 5    | 2    | Aimee Davey            | Gran Bretagna | 58"94     | 58"94     | 1'57"88 | +0"47    |
| 6    | 4    | Vivian Bierbaum        | Germania      | 59"07     | 59"47     | 1'58"54 | +1"13    |
| 7    | 15   | Valentina Bologova     | Russia        | 59"25     | 59"43     | 1'58"68 | +1"27    |
| 8    | 1    | Paulina Götschi        | Svizzera      | 59"32     | 59"61     | 1'58"93 | +1"52    |
| 9    | 6    | Jessica Victoria       | Brasile       | 59"89     | 59"17     | 1'59"06 | +1"65    |
| 9    | 7    | Martha Niziolek        | Canada        | 59"60     | 59"46     | 1'59"06 | +1"65    |
| 11   | 10   | Daniela Florina Gheaus | Romania       | 59"55     | 59"65     | 1'59"20 | +1"79    |
| 12   | 11   | Anastasija Dudkina     | Russia        | 59"87     | 59"55     | 1'59"42 | +2"01    |
| 13   | 13   | Katherine Hogan        | Canada        | 1'00"12   | 59"88     | 2'00"00 | +2"59    |
| 14   | 5    | Taylor Rooke           | Canada        | 1'00"56   | 1'00"22   | 2'00"78 | +3"37    |
| 15   | 3    | Karla Šola             | Croazia       | 1'00"87   | 1'00"28   | 2'01"15 | +3"74    |

Data: Sabato 20 febbraio 2016

Ora locale 1ª manche: 10:00

Ora locale 2ª manche: 11:45

Pista: Lillehammer Olympiske Bob- og Akebane

Legenda:
- Pos. = posizione
- Num. = numero di partenza
- in grassetto: miglior tempo di manche